# 3912 Troja
3912 Troja је астероид главног астероидног појаса са средњом удаљеношћу од Сунца која износи 2,375 астрономских јединица (АЈ).
Апсолутна магнитуда астероида је 13,1.